# Thysanozoon
Thysanozoon es un género de gusanos planos marinos del orden Polycladida, y de la familia Pseudocerotidae.
Algunas de sus especies tienen coloridos muy llamativos, anunciando a posibles predadores de su toxicidad, en un ejercicio de aposematismo. Cuando lo necesitan son capaces de nadar distancias moderadas, ondulando sus aplanados cuerpos con elegancia y vistosidad.

## Especies
El Registro Mundial de Especies Marinas reconoce las siguientes especies en el género:
- Thysanozoon alagoensis Bahia, Padula, Correia & Sovierzoski, 2015
- Thysanozoon aucklandicum Cheeseman, 1883
- Thysanozoon australe Stimpson, 1855
- Thysanozoon brocchii (Risso, 1818)
- Thysanozoon californicum Hyman, 1953
- Thysanozoon cruciatum Schmarda, 1859
- Thysanozoon discoideum Schmarda, 1859
- Thysanozoon distinctum Stummer-Traunfels, 1895
- Thysanozoon flavotuberculatum Hyman, 1939
- Thysanozoon griseum Verrill, 1901
- Thysanozoon hawaiiensis Hyman, 1960
- Thysanozoon huttoni Kirk, 1882
- Thysanozoon japonicum Kato, 1944
- Thysanozoon langi Stummer-Traunfels, 1895
- Thysanozoon minutum Stummer-Traunfels, 1895
- Thysanozoon mirtae Bulnes, Albano, Obenat & Cazzaniga, 2011
- Thysanozoon nigropapillosum (Hyman, 1959)
- Thysanozoon nigrum Girard, 1851
- Thysanozoon papillosum Grube, 1840
- Thysanozoon raphaeli Bolanos, Quiroga & Litvaitis, 2007
- Thysanozoon sandiegiense Hyman, 1953
- Thysanozoon skottsburgi Bock, 1923
- Thysanozoon tentaculatum (Gray in Pease, 1860)
- Thysanozoon verrucosum Grube, 1867
- Thysanozoon vulgare Palombi, 1939

## Galería

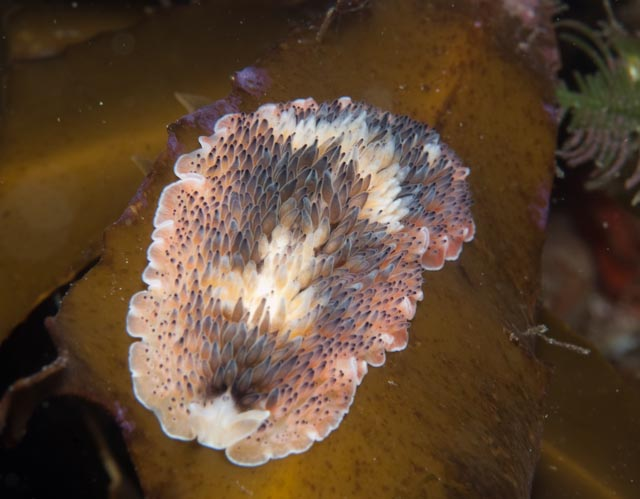
T. brocchii, a 10 m, en False Bay, Ciudad del Cabo.
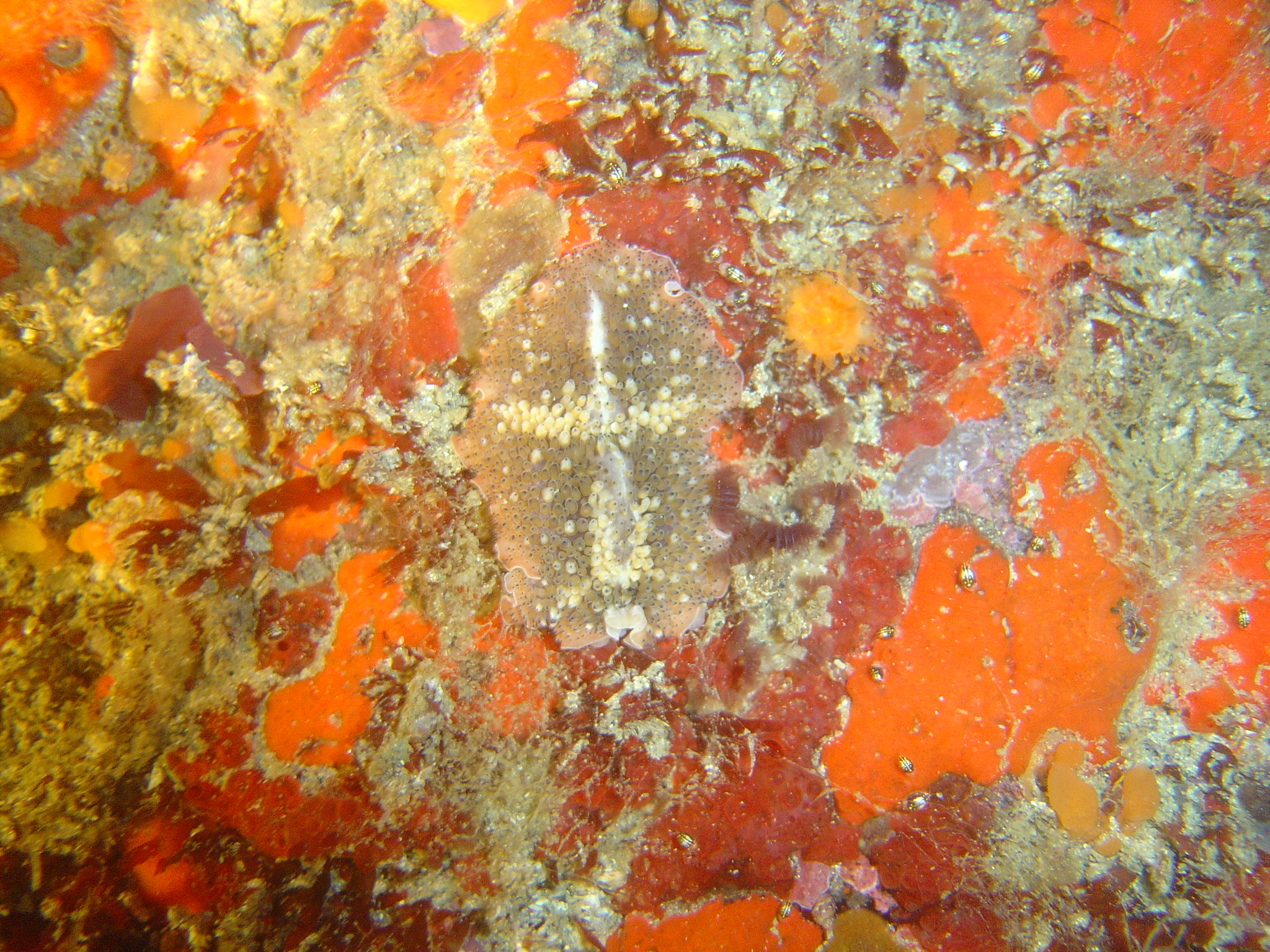
T. brocchii en Gordon's Bay, Ciudad del Cabo.
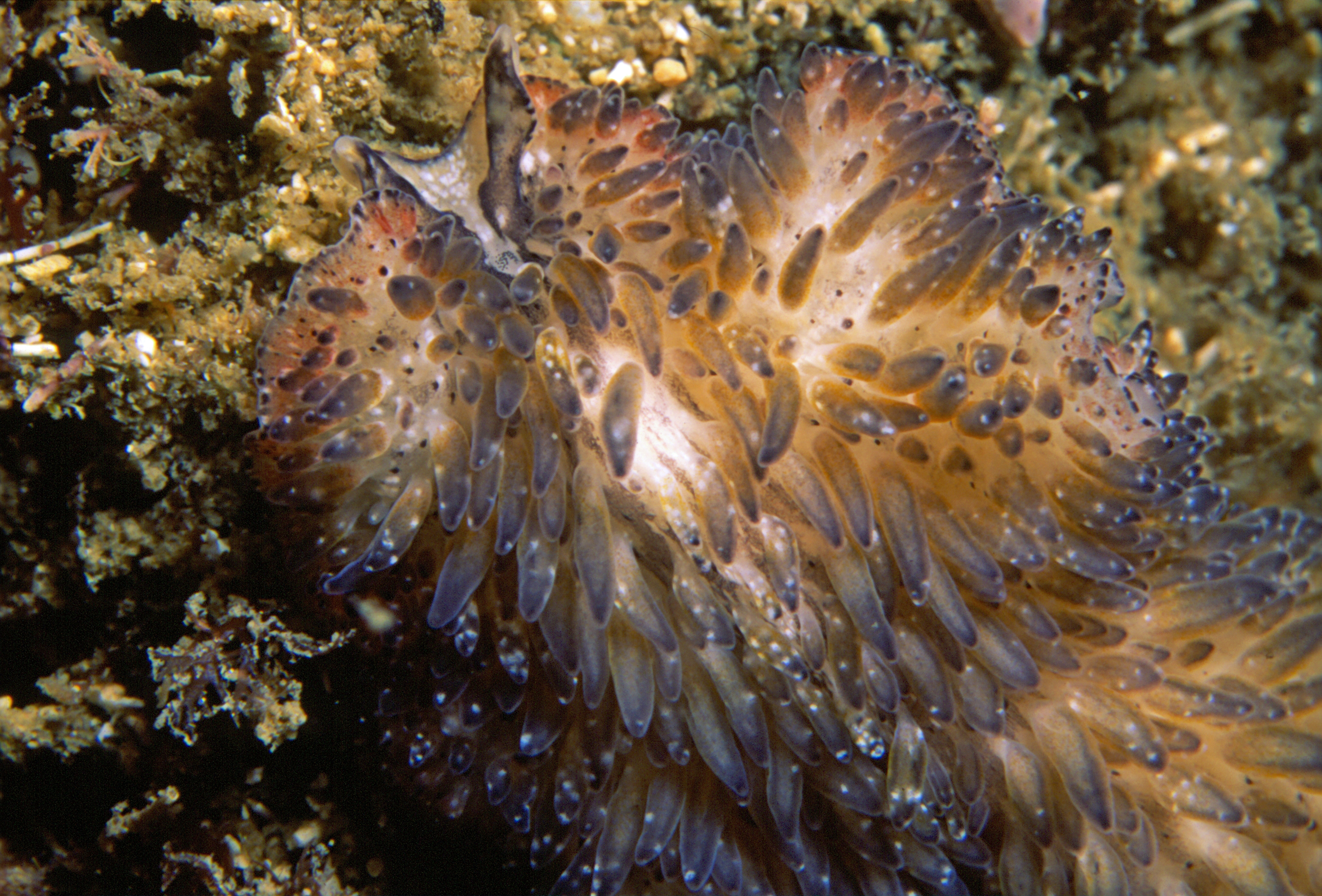
T. brocchii en Banyuls sur Mer, Mediterráneo francés.
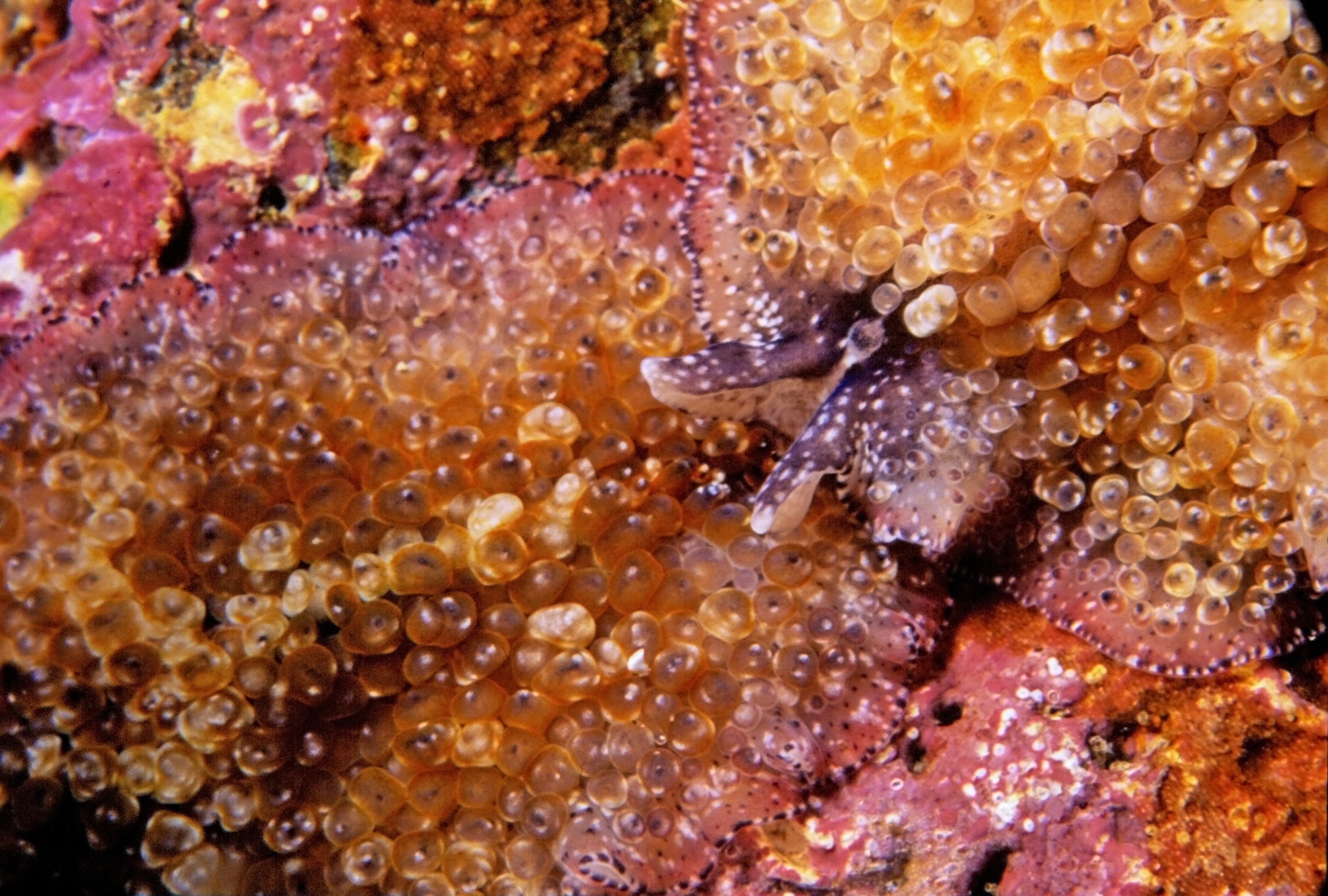
Dos ejemplares de T. brocchii, mostrando las papilas dorsales y los pseudotentáculos frontales.
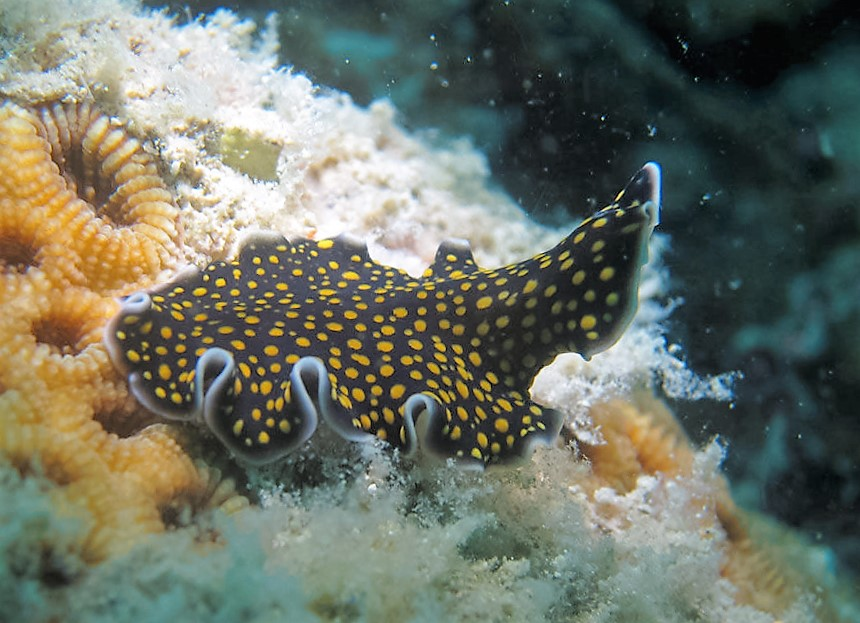
T. nigropapillosum en Koh Phangan, Tailandia.
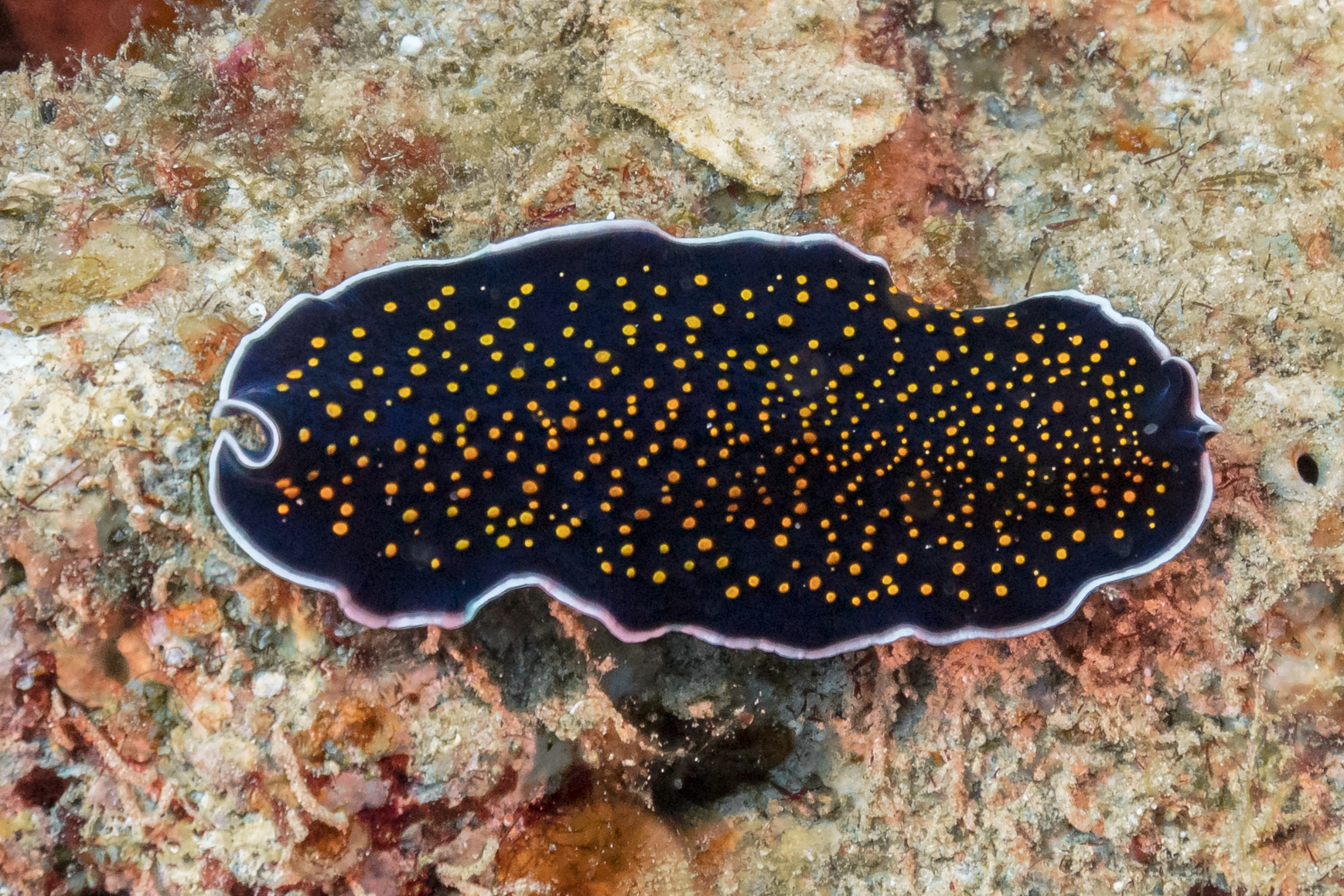
T. flavotuberculatum en el mar Rojo.
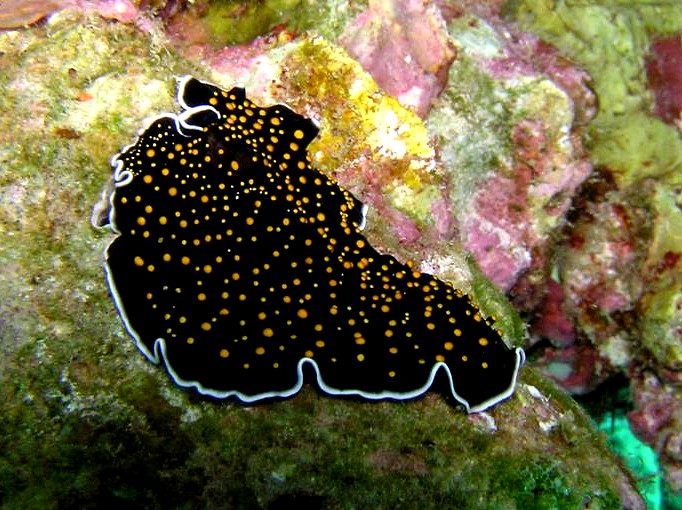
T. nigropapillosum en Egipto.

Especies reclasificadas por sinonimia:

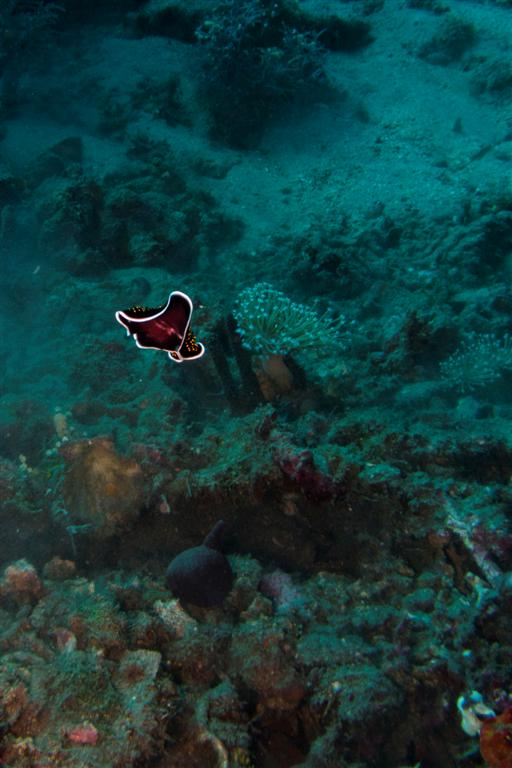
T. nigropapillosum nadando en Timor Este

- Thysanozoon alderi Collingwood, 1876 aceptada como Acanthozoon alderi (Collingwood, 1876)
- Thysanozoon allmani Collingwood, 1876 aceptada como Acanthozoon allmani (Collingwood, 1876)
- Thysanozoon aucklandica Cheeseman, 1883 aceptada como Thysanozoon aucklandicum Cheeseman, 1883
- Thysanozoon aurantiacum (Delle Chiaje, 1822) aceptada como Yungia aurantiaca (Delle Chiaje, 1822)
- Thysanozoon auriantiacum (Delle Chiaje, 1822) aceptada como Yungia aurantiaca (Delle Chiaje, 1822)
- Thysanozoon auropunctatum Kelaart, 1858 aceptada como Acanthozoon auropunctatum (Kelaart, 1858)
- Thysanozoon auropunctatum Collingwood, 1876 aceptada como Acanthozoon auropunctatum (Kelaart, 1858)
- Thysanozoon boehmigi Stummer-Traunfels, 1895 aceptada como Acanthozoon boehmigi (Stummer-Traunfels, 1895)
- Thysanozoon dicquemaris (Delle Chiaje, 1841) aceptada como Thysanozoon brocchii (Risso, 1818)
- Thysanozoon dicquemaris (Risso, 1818) aceptada como Thysanozoon brocchii (Risso, 1818)
- Thysanozoon diesingii Grube, 1840 aceptada como Thysanozoon brocchii (Risso, 1818)
- Thysanozoon flavum (Delle-Chiaje, 1822) Örsted, 1844 aceptada como Yungia aurantiaca (Delle Chiaje, 1822)
- Thysanozoon fockei Diesing, 1850 aceptada como Thysanozoon brocchii (Risso, 1818)
- Thysanozoon indicum (Plehn, 1896) aceptada como Acanthozoon indicum (Plehn, 1896)
- Thysanozoon lagidium Marcus, 1949 aceptada como Thysanozoon brocchii (Risso, 1818)
- Thysanozoon muelleri (Delle Chiaje, 1829) aceptada como Pseudoceros mulleri (Delle Chiaje, 1829)
- Thysanozoon mulleri (Della-Chiaje, 1829) aceptada como Pseudoceros mulleri (Delle Chiaje, 1829)
- Thysanozoon obscurum Stummer-Traunfels, 1895 aceptada como Acanthozoon obscurum (Stummer-Traunfels, 1895)
- Thysanozoon ovale Schmarda, 1859 aceptada como Acanthozoon ovale (Schmarda, 1859)
- Thysanozoon panormis (Quatrefage, 1845) aceptada como Thysanozoon brocchii (Risso, 1818)
- Thysanozoon panormus (Quatrefage, 1845) aceptada como Thysanozoon brocchii (Risso, 1818)
- Thysanozoon papillosum (Diesing, 1836) aceptada como Thysanozoon brocchii (Risso, 1818)
- Thysanozoon papillosum (Sars, 1878) aceptada como Cycloporus papillosus (Sars, 1878)
- Thysanozoon plehni Laidlaw, 1902 aceptada como Acanthozoon plehni (Laidlaw, 1902)
- Thysanozoon sandiegense Hyman, 1953 aceptada como Thysanozoon sandiegiense Hyman, 1953
- Thysanozoon semperi Stummer-Traunfels, 1895 aceptada como Acanthozoon semperi (Stummer-Traunfels, 1895)
- Thysanozoon skottsbergi Bock, 1923 aceptada como Thysanozoon skottsburgi Bock, 1923
- Thysanozoon tuberculatum (Delle-Chiaje, 1828) aceptada como Thysanozoon brocchii (Risso, 1818)
- Thysanozoon violaceum (Delle-Chiaje, 1822) aceptada como Prostheceraeus violaceus (Delle-Chiaje, 1822)
- Thysanozoon vulgaris Palombi, 1939 aceptada como Thysanozoon vulgare Palombi, 1939

## Morfología

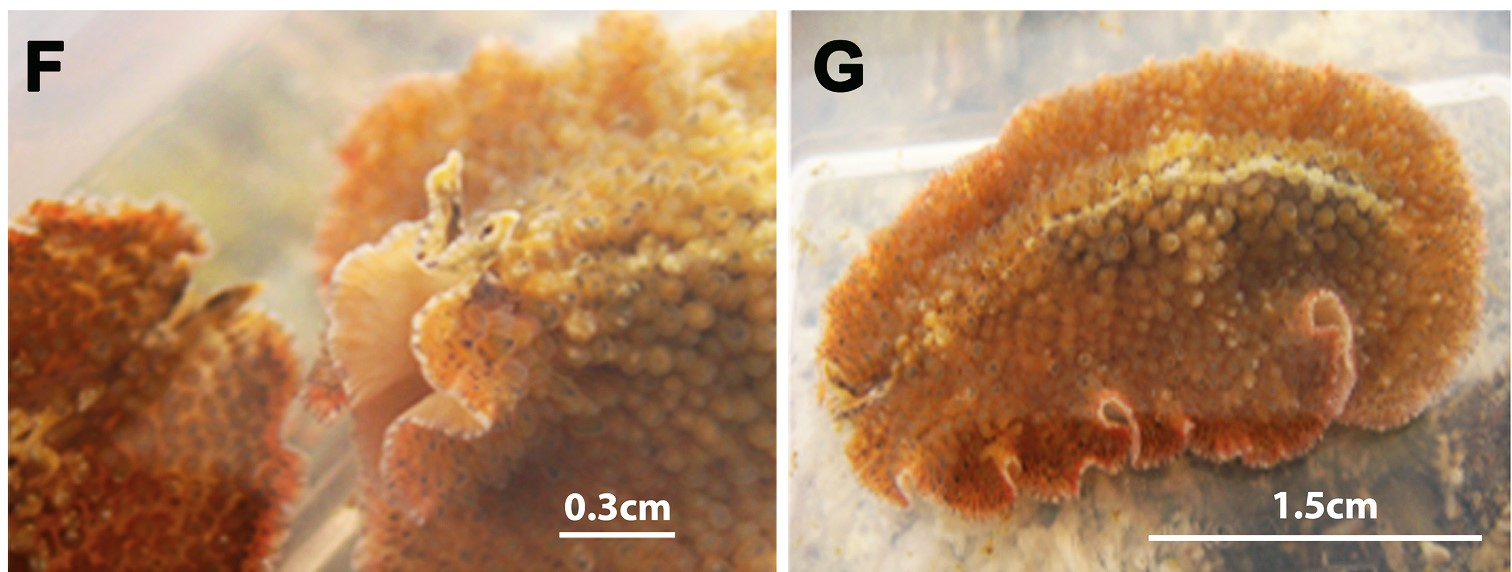
T. brocchii, recolectado en la Ría de Arosa, España. F: vista de pseudotentáculos y ojos frontales. G: vista dorsal del animal.

El cuerpo es oblongo, ovalado, con una línea central en el notum, y un margen ondulado. El manto está recubierto de papilas características en forma de bellota, que pueden albergar ramificaciones intestinales. El margen anterior del notum cuenta con dos pseudotentáculos que albergan puntos oculares. Presentan grupos de puntos oculares cerebrales, en ocasiones en forma de herradura, tanto dorsal, como ventralmente. Los grupos de ojos dorsales cuentan con 20-25 ocelos, y los ventrales entre 65 y 70 ocelos cada grupo.

Los órganos copulatorios masculinos son dobles. Estos órganos copulatorios cuentan cada uno con su vesícula seminal y una papila-pene, armada de un pequeño y agudo estilete esclerótico. La vesícula prostática está orientada medio o antero-dorsalmente al complejo masculino. El aparato femenino  cuenta con un útero ramificado

## Alimentación
Son predadores carnívoros, y se alimentan preferentemente de ascidias de la familia Didemnidae, como ejemplares del género Didemnum. Utilizando la boca y su gran faringe puede engullir colonias de tunicados en su intestino. Regurgitan bolitas del alimento consumido, que contienen grandes cantidades de espículas calcáreas, con forma de estrellas o multi-rayadas, de 30 µm de diámetro, derivadas de su alimentación, al contener estas espículas las ascidias consumidas.

## Hábitat y comportamiento
Se encuentran bajo rocas, en áreas intermareales o en zonas submareales superficiales. Durante el día, ya que raramente se ven durante la noche, frecuentan arrecifes de coral, entre 1 y 20 m de profundidad, aunque se reportan localizaciones a -3596 m; y en un rango de temperatura entre -0.30 y 28.49 °C.
Cuando las corrientes son fuertes, o son molestados, estos animales pueden nadar rápidamente mediante contracciones y ondulaciones rítmicas del manto.

## Distribución
Se distribuyen en aguas templadas y tropicales, tanto del océano Indo-Pacífico, como del Atlántico, incluido el mar Mediterráneo. Desde Madagascar y el mar Rojo hasta Hawái, en el Pacífico. En el Atlántico este, en Reino Unido, noroeste de España, Cabo Verde o Sudáfrica, y en el oeste, desde Florida a Brasil y Mar del Plata.